# Agnieszka Stanuch
Agnieszka Stanuch (ur. 21 listopada 1979 w Lubaniu) – polska kajakarka górska, dwukrotna olimpijka.
Jest córką Jerzego, także kajakarza górskiego i olimpijczyka. Reprezentantka Startu Nowy Sącz, a następnie AZS-AWF Kraków. Startowała na Igrzyskach Olimpijskich w 2004 w Atenach, gdzie odpadła w półfinale, oraz na Igrzyskach Olimpijskich w 2008 w Pekinie, gdzie była piąta w finale. Na obu igrzyskach wystąpiła w slalomie K-1.
Jest drużynową mistrzynią Europy juniorek z 1997 z Zabrzeży w konkurencji K-1 x 3. Wielokrotnie była mistrzynią Polski.